# Apriona marcusiana
Apriona marcusiana är en skalbaggsart som beskrevs av Kriesche 1920. Apriona marcusiana ingår i släktet Apriona och familjen långhorningar. Inga underarter finns listade i Catalogue of Life.